# لاجئون ليبيون
اللاجئون في الحرب الأهلية الليبية هم الناس، في الغالب ليبيون، الذين هربوا أو طُردوا من منازلهم خلال الحرب الأهلية الأولى الليبية، من داخل حدود ليبيا، إلى دول تونس و‌مصر و‌تشاد المجاورة، وكذلك إلى الدول الأوروبية عبر البحر الأبيض المتوسط. معظم اللاجئين الليبيين هم من العرب-البربر، رغم أن العديد من الأعراق الأخرى التي تعيش مؤقتاً في ليبيا أصلها من أفريقيا جنوب الصحراء الكبرى. هذه المجموعات أيضاً كانت ضمن أوائل أمواج اللاجئين التي خرجوا من البلاد. قُدر العدد الكلي للاجئين الليبيين بحوالي مليون في يونيو 2011، وقد عاد معظمهم بعد انتهاء الحرب الأهلية الأولى. اعتباراً من يناير 2013، كان هناك 5،252 لاجئاً أتوا من ليبيا إلى جانب 59،425 شخصًا مشردًا داخليًا مسجّلين من قبل مفوضية شؤون اللاجئين.
ووفقاً لمقال قرأته في لو موند يعود تاريخه إلى 13 مايو 2014، كان هناك ما بين 600 ألف إلى مليون لاجئ ليبي في تونس، كان العديد منهم مناصرين سياسيين للقوات الحالية في ليبيا، والعديد منهم مناصرون لجماهيرية القذافي. يمثل هذا ما بين 10 إلى 15 بالمئة من سكان ليبيا قبل تدخل الناتو.
ووفقاً للصحفية باربرا سلافين التي نقلت تقريراً للـمونيتور يوم 5 أغسطس 2014، صرح الرئيس التونسي المنصف المرزوقي أن 2 مليون ليبي أو ثلث سكان في ليبيا ما قبل الناتو، لجؤوا إلى تونس.
هرباً من عنف طرابلس براً، كان ما يصل إلى 4 آلاف لاجئ يعبرون الحدود الليبية التونسية يومياً خلال الأيام الأولى من الحرب الأهلية 2011. ومن بين الهاربين من أعمال العنف، كان هناك مواطنون ليبيون محليون وأجانب ومن بينهم مصريين وتونيسيون وأتراك.
بحلول 1 مارس 2011، أكد مسؤولون من المفوّض الأعلى للأمم المتحدة للاجئين مزاعم بالتمييز العنصري ضد الأفريقيين من جنوب الصحراء الكبرى الذين احتُجزوا في ظروف خطرة في الأرض المهجورة بين تونس وليبيا. نشر ذا ويك مقالاً في 10 مايو 2011 يدعي أن 746 ألف شخص تقريباً هربوا من ليبيا منذ بداية الحرب.
أُسس معسكر لاجئين مؤقت في رأس جدير على الحدود التونسية الليبية وتسع أعداده لـ10 آلاف لاجئ، لكنه امتلأ بما يقارب 20 ألف إلى 30 ألف لاجئ. بحلول 3 مارس 2011، وُصف الوضع هناك بأنه كابوس لوجستي، مع تحذير منظمة الصحة العالمية من خطر الأوبئة. لمواصلة الاستجابة لحاجات المقيمين في نقطة عبور رأس جدير في تونس. قام برنامج الأغذية العالمي والإعانة الإسلامية فرنسا بتحديث مطبخ من شأنه تأمين الإفطار للعائلات. بشكل منفصل، قالت اللجنة الدولية للصليب الأحمر إنها تسلم عملياتها في مخيم شوشا للهلال الأحمر التونسي. منذ 24 مارس 2011، زودت برنامج الطعام العالمي أكثر من 42500 وجبة مطهوة من أجل مواطني الدول الثالثة على حدود سلوم. ما مجموعه 1650 علبة من ألواح التمر المحصّنة. بما يعادل 13.2 طن متري، تم تزويدها أيضاً لإكمال هذه الوجبات.
أكثر من 500 شخص منهم هم الأمازيغ هربوا من منازلهم إلى الجبل الغربي في ليبيا واحتموا في منطقة الذهيبة جنوب شرق تونس بين 5 و12 أبريل عام 2011.
أفادت صحيفة صنداي تلغراف يوم 11 سبتمبر أن كل سكان تاورغاء تقريباً، بلدة يبلغ عدد سكانها 10 آلاف نسمة، أُجبروا على الفرار من منازلهم على يد مقاتلين مناهضين للقذافي بعد استيلاءهم على المستوطنة. يشير التقرير إلى أن تاورغاء التي كان يهيمن عليها ليبيون سود، ربما كانت هدفاً لتطهير عرقي يثيره مزيج من العنصرية والمرارة من مقاتلي مصراتة بسبب دعم تاورغاء للقذافي خلال حصار مصراتة.
في 1 أكتوبر 2011، قال مسؤول الصليب الأحمر عبد الحميد المندي إن أكثر من 50 ألف ليبي هربوا من منازلهم في بنغازي منذ بدء الحرب في فبراير.